# Doffing (Teksas)
Doffing je naseljeno mjesto za statističke potrebe u američkoj saveznoj državi Teksas. Prema popisu stanovništva iz 2010. u njemu je živjelo 5.091 stanovnika.